# Plytenberg
Koordinaten: 53° 14′ N, 7° 26′ O

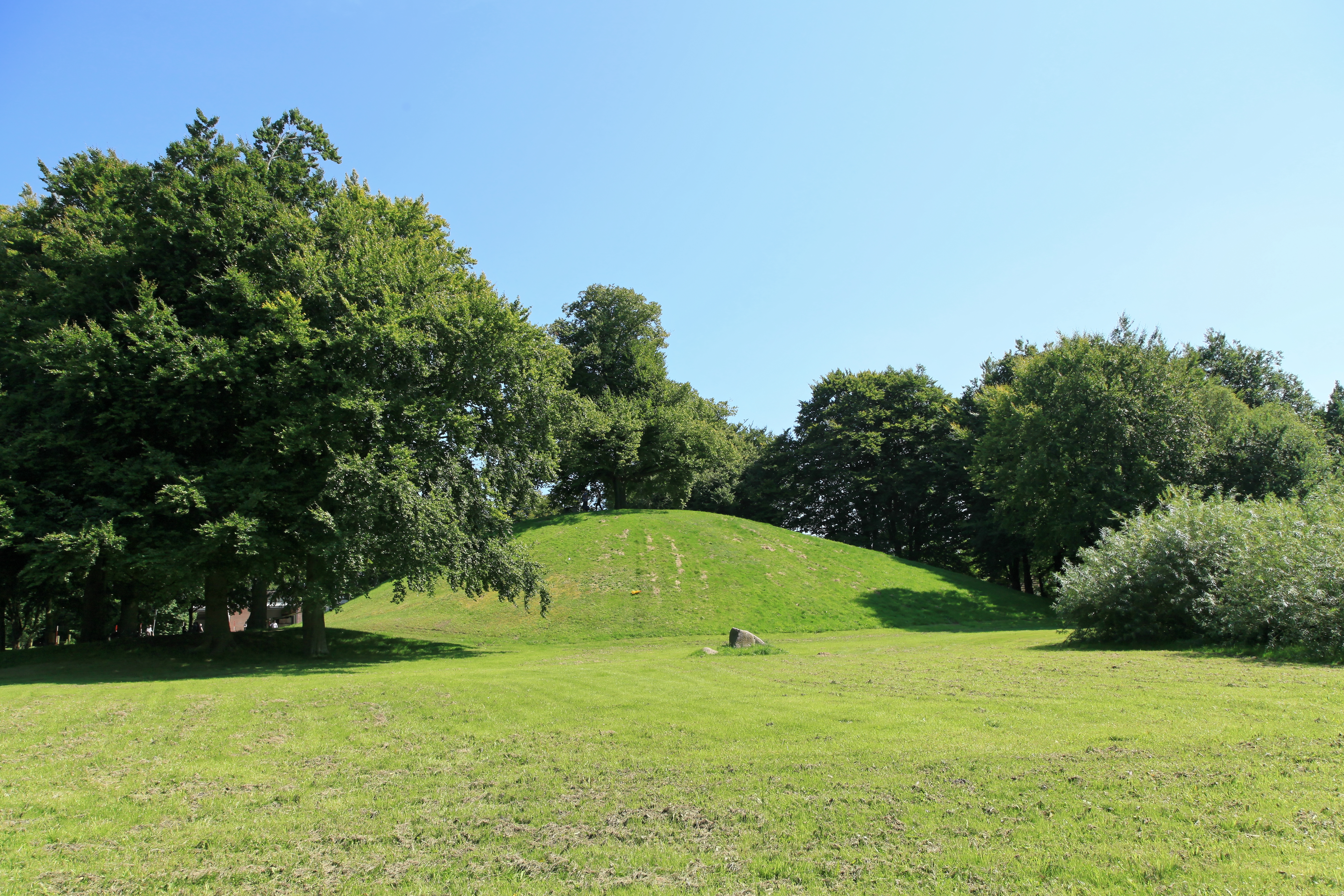
Plytenberg

Der Plytenberg ist ein künstlich aufgeworfener ovaler Erdhügel am Ortsrand von Leer in Ostfriesland nahe der Ems (etwa 12 m hoch mit ellipsenförmiger Grundfläche von 62 m × 56 m). Er diente vermutlich im 15. Jahrhundert als Aussichtshügel für die Festung Leerort. Frühere Vermutungen, beim Plytenberg handele es sich um das Grab eines Wikingerhäuptlings oder um ein Seezeichen, haben sich aufgrund von archäologischen Untersuchungen Anfang der 1990er Jahre als falsch erwiesen.
Einer alten Volkssage nach soll einst ein Riese einen Sack voll Erde an der Stelle verloren haben, die jetzt der Plytenberg ist.
Er beherbergte nach einem modernen, von Albrecht Janssen verfassten Volksmärchen die so genannten Erdmantjes.